# Eleição municipal de Florianópolis em 1992
A eleição municipal de Florianópolis em 1992 ocorreu em 3 de outubro de 1992. O prefeito era Bulcão Viana, do PFL, que terminaria seu mandato em 1 de janeiro de 1993. Sérgio Grando, do PPS, foi eleito prefeito de Florianópolis ainda no primeiro turno.

## Resultado da eleição

### Prefeito
| Candidatos a prefeito  | Candidatos a vice-prefeito    | Número | Coligação                                               | Votação | Porcentagem |
| ---------------------- | ----------------------------- | ------ | ------------------------------------------------------- | ------- | ----------- |
| Sérgio Grando PPS      | Afrânio Boppré PT             | 23     | Frente Popular (PPS, PT, PCdoB, PV, PSDB, PDT, PSB, PC) | 46.446  | 36,85%      |
| Edison Andrino PMDB    | Aloísio Piazza PMDB           | 15     | PMDB (sem coligação)                                    | 36.309  | 28,81%      |
| Francisco de Assis PDS | Adir Gentil PFL               | 11     | União por Florianópolis (PDS, PFL, PRN, PDC, PSC, PTR)  | 33.102  | 26,27%      |
| Péricles Prade PL      | Alcides Abreu PL              | 22     | Coligação PL-PTB (PL, PTB)                              | 6.412   | 5,09%       |
| Francisco Grillo PMN   | Osvaldo de Melo Filho PMN     | 33     | PMN (sem coligação)                                     | 2.351   | 1,87%       |
| João Buatim PRP        | Carlos Ribeiro dos Santos PRP | 44     | PRP (sem coligação)                                     | 1.404   | 1,11%       |
| Referência:            |                               |        |                                                         |         |             |

### Vereador[3]
| Candidato(a)               | Partido | Votação     |
| -------------------------- | ------- | ----------- |
| Francisco Küster           | PSDB    | 2.373 votos |
| Aldo Bellarmino da Silva   | PFL     | 1.904 votos |
| Juarez Silveira            | PFL     | 1.893 votos |
| José Leandro Martins       | PFL     | 1.884 votos |
| João da Bega               | PRN     | 1.861 votos |
| Almir Saturnino de Britto  | PDS     | 1.840 votos |
| Ptolomeu Bittencourt Jr.   | PDS     | 1.760 votos |
| Demósthenes Machado        | PDS     | 1.736 votos |
| Heriberto Ramos Jr.        | PFL     | 1.628 votos |
| Michel Curi                | PDS     | 1.620 votos |
| Miguel Sedrez              | PFL     | 1.606 votos |
| Carlos Antônio da Silva    | PFL     | 1.595 votos |
| Salomão Mattos Sobrinho    | PDS     | 1.505 votos |
| Zuleika Mussi Lenzi        | PMDB    | 1.403 votos |
| Márcio José Pereira        | PT      | 1.384 votos |
| Lázaro Bregue              | PT      | 1.362 votos |
| Otto Entres Filho          | PMDB    | 1.083 votos |
| Icuriti Pereira da Silva   | PMDB    | 999 votos   |
| Valter Euclides das Chagas | PMDB    | 965 votos   |
| Carlos Alberto da Silva    | PDT     | 945 votos   |
| Gean Loureiro              | PDT     | 772 votos   |